# Amigos (escultura)

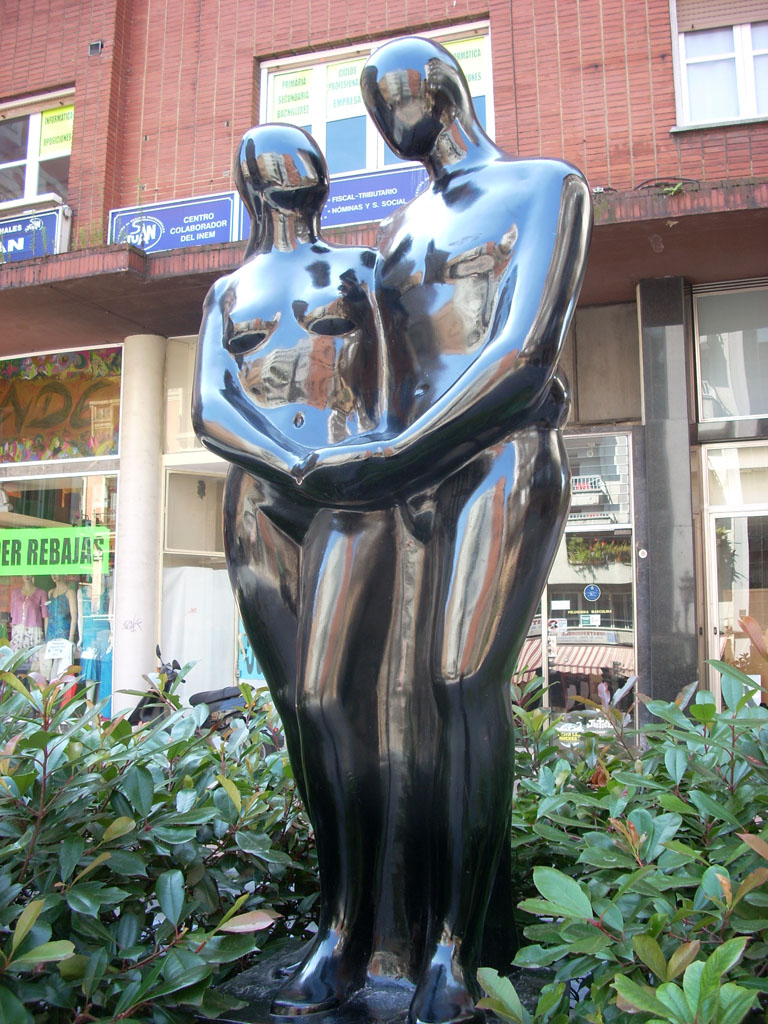
Amigos.

La escultura urbana conocida como Amigos, ubicada en la plaza Juan XXIII, en la ciudad de Oviedo, Principado de Asturias, España, es una de las más de un centenar que adornan las calles de la mencionada ciudad española.
El paisaje urbano de esta ciudad,  se ve adornado por  obras escultóricas, generalmente monumentos conmemorativos dedicados a personajes de especial relevancia en un primer momento, y más puramente artísticas desde finales del siglo XX.
La escultura, hecha en bronce, es obra de Santiago de Santiago, y está datada en 1993.
Representa a un hombre y una mujer desnudos tomados de las manos en una actitud cariñosa, de gran afectividad. Las figuras presentan suaves curvas y en el bronce oscuro pulido y brillante en que están realizadas. Formando parte de la escultura hay una fina plataforma cuadrada, del mismo material, que presenta una leyenda:

A Oviedo, en recuerdo de Tomás y Cecilia, con ellos conocí la amistad, en ellos conocí el amor

.
Además está colocada sobre una pétrea plataforma a modo de pedestal que a su vez presenta otra placa con una inscripción en la que puede leerse: «ESTATUA DONADA A LA CIUDAD DE OVIEDO POR EL ESCULTOR SANTIAGO DE SANTIAGO 1993».